# Tour de France 1977
| 64. Tour de France 1977 – Endstand |                           |                           |
| Streckenlänge                      | 22 Etappen, 4098,6 km     | 22 Etappen, 4098,6 km     |
| Toursieger                         | Bernard Thévenet          | 115:38:30 h (35,442 km/h) |
| Zweiter                            | Hennie Kuiper             | + 0:48 min                |
| Dritter                            | Lucien Van Impe           | + 3:32 min                |
| Vierter                            | Francisco Galdós          | + 7:45 min                |
| Fünfter                            | Dietrich Thurau           | + 12:24 min               |
| Sechster                           | Eddy Merckx               | + 12:38 min               |
| Siebenter                          | Michael Laurent           | + 17:42 min               |
| Achter                             | Joop Zoetemelk            | + 19:22 min               |
| Neunter                            | Raymond Delisle           | + 21:32 min               |
| Zehnter                            | Alain Meslet              | + 27:31 min               |
| Grünes Trikot                      | Jacques Esclassan         | 236 P.                    |
| Zweiter                            | Giacinto Santambrogio     | 140 P.                    |
| Dritter                            | Dietrich Thurau           | 137 P.                    |
| Gepunktetes Trikot                 | Lucien Van Impe           | 244 P.                    |
| Zweiter                            | Hennie Kuiper             | 174 P.                    |
| Dritter                            | Pedro Torres              | 144 P.                    |
| Weißes Trikot                      | Dietrich Thurau           | 115:50:54 h               |
| Sprints intermédiaires             | Pierre-Raymond Villemiane | 73 Punkte                 |
| Teamwertung                        | Ti-Raleigh                | Ti-Raleigh                |

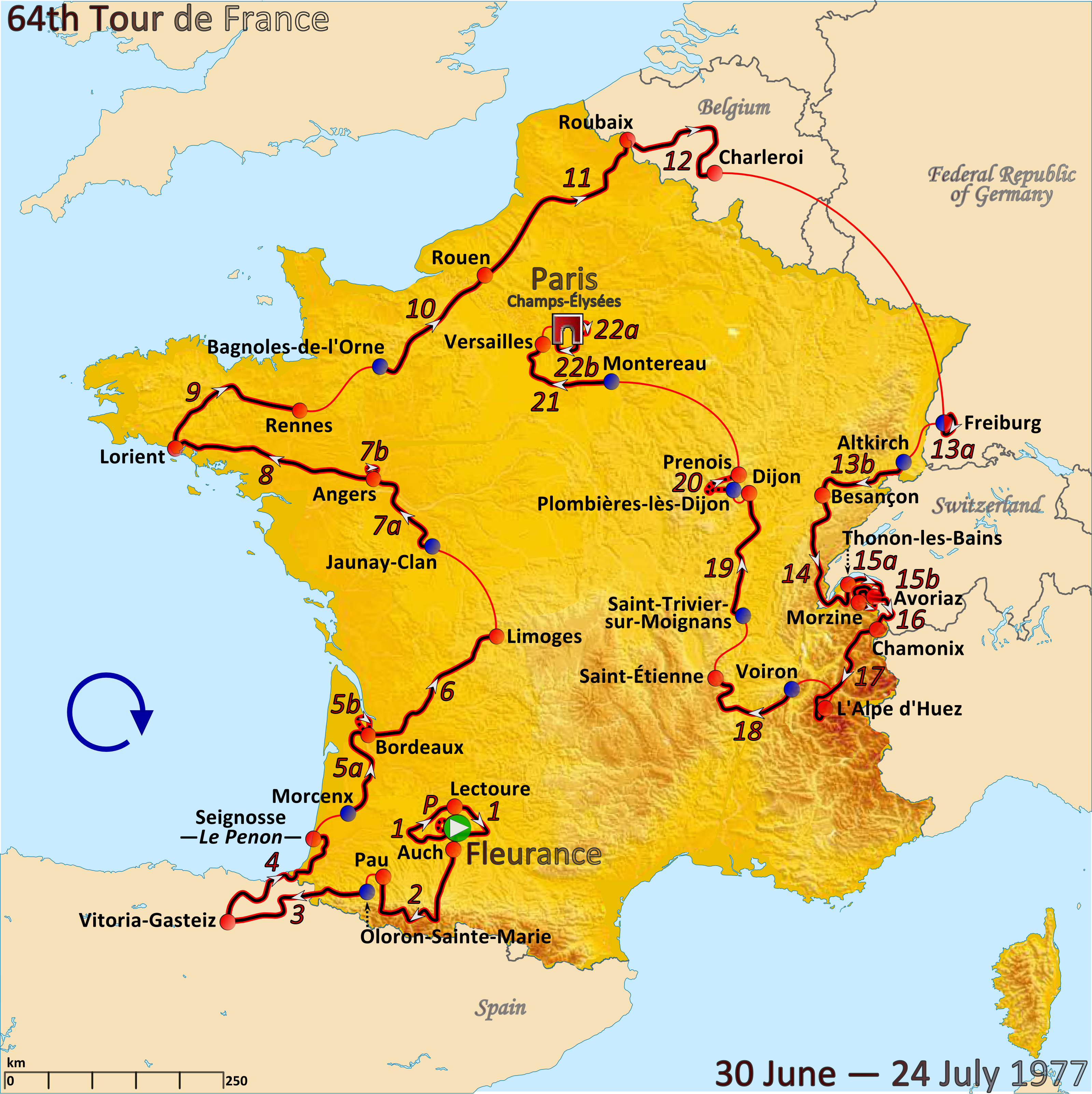
Streckenkarte der Tour de France 1977

Die 64. Tour de France fand vom 30. Juni bis 24. Juli 1977 statt und führte über 22 Etappen mit 4096 km. Nach 1975 gewann Bernard Thévenet seine zweite Tour. Es nahmen 100 Rennfahrer an der Rundfahrt teil, von denen 53 klassifiziert wurden.

## Rennverlauf
Der Deutsche Dietrich Thurau gewann bei seiner ersten Tour-de-France-Teilnahme den Prolog und konnte das Gelbe Trikot bis zur 15. Etappe behaupten. Insgesamt konnte der 22-jährige vier Etappen für sich entscheiden und belegte am Ende den fünften Platz der Gesamtwertung. Im Zeitfahren in Bordeaux nahm er Eddy Merckx in dessen Spezialdisziplin 50 Sekunden ab, auf Bernard Thévenet holte er über eine Minute heraus.
Auch Klaus-Peter Thaler gewann bei seiner ersten Tourteilnahme eine Etappe.
In den Alpen war Thurau nicht mehr so stark wie zu Beginn, und beim Bergzeitfahren musste er sein Gelbes Trikot an Thévenet abgeben, der es bis nach Paris verteidigte. Das Zeitfahren hatte Vorjahressieger Lucien Van Impe gewonnen, der 1977 zum vierten Mal die Bergwertung gewann und in der Gesamtwertung den dritten Platz belegte. Der Niederländer Joop Zoetemelk musste nach einer 10-Minuten-Strafe im Zeitfahren aufgrund einer positiven Dopingprobe die Hoffnungen auf eine Podiumsplatzierung aufgeben.
Auf der 17. Etappe nach L’Alpe d’Huez stürzte Van Impe bei einer Attacke nach einer Kollision mit einem Begleitfahrzeug. Wegen anschließender technischer Probleme konnte er dem Niederländer Hennie Kuiper und Thévenet nicht folgen. Kuiper gewann die Etappe und wurde am Ende Gesamtzweiter mit weniger als einer Minute Rückstand auf Thévenet. Auf dieser Etappe wurden dreißig Fahrer wegen Überschreitung der Karenzzeit aus dem Rennen genommen.
Merckx wurde bei seiner letzten Tour durch eine Krankheit geschwächt knapp hinter Thurau Sechster. Das Grüne Trikot gewann Jacques Esclassan, der auch eine Etappe für sich entscheiden konnte.
Auf der Etappe nach Thonon-les-Bains kam Bernard Quilfen nach einer 222 km langen Soloflucht mit drei Minuten Vorsprung ins Ziel.

## Die Etappen
| Etappen        | Tag      | Start – Ziel                                          | km         | Etappensieger             | Gelbes Trikot    |
| -------------- | -------- | ----------------------------------------------------- | ---------- | ------------------------- | ---------------- |
| Prolog         | 30. Juni | Fleurance                                             | 5 (EZF)    | Dietrich Thurau           | Dietrich Thurau  |
| 1. Etappe      | 1. Juli  | Fleurance – Auch                                      | 237        | Pierre-Raymond Villemiane | Dietrich Thurau  |
| 2. Etappe      | 2. Juli  | Auch – Pau                                            | 253        | Dietrich Thurau           | Dietrich Thurau  |
| 3. Etappe      | 3. Juli  | Oloron-Sainte-Marie – Vitoria (ESP)                   | 248,2      | José Nazabal              | Dietrich Thurau  |
| 4. Etappe      | 4. Juli  | Vitoria (ESP) – Seignosse                             | 256        | Régis Delépine            | Dietrich Thurau  |
| 5. Etappe (a)  | 5. Juli  | Morcenx – Bordeaux                                    | 138,5      | Jacques Esclassan         | Dietrich Thurau  |
| 5. Etappe (b)  | 5. Juli  | Bordeaux – Bordeaux                                   | 30,2 (EZF) | Dietrich Thurau           | Dietrich Thurau  |
| 6. Etappe      | 6. Juli  | Bordeaux – Limoges                                    | 225,5      | Jan Raas                  | Dietrich Thurau  |
| 7. Etappe (a)  | 7. Juli  | Jaunay-Clan – Angers                                  | 139,5      | Patrick Sercu             | Dietrich Thurau  |
| 7. Etappe (b)  | 7. Juli  | Angers – Angers                                       | 4 (MZF)    | FIAT                      | Dietrich Thurau  |
| 8. Etappe      | 8. Juli  | Angers – Lorient                                      | 246,5      | Giacinto Santambrogio     | Dietrich Thurau  |
| 9. Etappe      | 9. Juli  | Lorient – Rennes                                      | 187        | Klaus-Peter Thaler        | Dietrich Thurau  |
| Ruhetag        |          |                                                       |            |                           |                  |
| 10. Etappe     | 11. Juli | Bagnoles-de-l’Orne – Rouen                            | 174        | Fedor den Hertog          | Dietrich Thurau  |
| 11. Etappe     | 12. Juli | Rouen – Roubaix                                       | 242,5      | Jean-Pierre Danguillaume  | Dietrich Thurau  |
| 12. Etappe     | 13. Juli | Roubaix – Charleroi (BEL)                             | 192,5      | Patrick Sercu             | Dietrich Thurau  |
| 13. Etappe (a) | 14. Juli | Freiburg im Breisgau (DE) – Freiburg im Breisgau (DE) | 46         | Patrick Sercu             | Dietrich Thurau  |
| 13. Etappe (b) | 14. Juli | Altkirch – Besançon                                   | 159,5      | Jean-Pierre Danguillaume  | Dietrich Thurau  |
| 14. Etappe     | 15. Juli | Besançon – Thonon-les-Bains                           | 230        | Bernard Quilfen           | Dietrich Thurau  |
| Ruhetag        |          |                                                       |            |                           |                  |
| 15. Etappe (a) | 17. Juli | Thonon-les-Bains – Morzine                            | 105        | Paul Wellens              | Dietrich Thurau  |
| 15. Etappe (b) | 17. Juli | Morzine – Avoriaz                                     | 15 (EZF)   | Lucien Van Impe           | Bernard Thévenet |
| 16. Etappe     | 18. Juli | Morzine – Chamonix                                    | 121        | Dietrich Thurau           | Bernard Thévenet |
| 17. Etappe     | 19. Juli | Chamonix – L’Alpe d’Huez                              | 184,5      | Hennie Kuiper             | Bernard Thévenet |
| 18. Etappe     | 20. Juli | Voiron – Saint-Étienne                                | 199,5      | Joaquim Agostinho         | Bernard Thévenet |
| 19. Etappe     | 21. Juli | Saint-Trivier-sur-Moignans – Dijon                    | 171,5      | Gerrie Knetemann          | Bernard Thévenet |
| 20. Etappe     | 22. Juli | Dijon – Dijon                                         | 50 (EZF)   | Bernard Thévenet          | Bernard Thévenet |
| 21. Etappe     | 23. Juli | Montereau – Versailles                                | 141,5      | Gerrie Knetemann          | Bernard Thévenet |
| 22. Etappe (a) | 24. Juli | Paris – Paris                                         | 6 (EZF)    | Dietrich Thurau           | Bernard Thévenet |
| 22. Etappe (b) | 24. Juli | Paris – Paris                                         | 90,7       | Alain Meslet              | Bernard Thévenet |